# BEST FLIGHT (MEGのアルバム)
『BEST FLIGHT』（ベスト・フライト）は、2010年9月29日に発売されたMEGの1枚目のベスト・アルバムである。

## パッケージ
- Terminal A 〈初回生産限定盤A〉：CD+DVD
- Terminal B 〈初回生産限定盤B〉：2CD
- 通常盤：CD

Terminal A 〈初回生産限定盤A〉（UPCH-9599）、Terminal B 〈初回生産限定盤B〉（UPCH-9601）、通常盤（UPCH-1806）の3形態でリリースされた。初回生産限定盤Aには、「PARIS」のミュージック・ビデオなどが収録されたDVD、Tシャツ、フォトカード、ステッカーが付く。また、初回生産限定盤はボックス仕様になっている。

## 収録曲

### CD
| 全作詞: MEG（#5除く）、デイヴ・リアン（#5）、全作曲: 中田ヤスタカ（#5,#6,#11除く）、デイヴ・リアン（#5）、Hadouken!（#6）、蔦谷好位置（#11）。 |                                     |                                     |                                                                                          |      |
| # | タイトル                            | 作詞                                | 作曲・編曲                                                                               | 時間 |
| 1. | 「PASSPORT」                        | MEG（#5除く）、デイヴ・リアン（#5） | 中田ヤスタカ （#5,#6,#11除く）、デイヴ・リアン（#5）、Hadouken!（#6）、蔦谷好位置（#11） | 4:36 |
| 2. | 「TELEPHONE」                       | MEG（#5除く）、デイヴ・リアン（#5） | 中田ヤスタカ （#5,#6,#11除く）、デイヴ・リアン（#5）、Hadouken!（#6）、蔦谷好位置（#11） | 5:31 |
| 3. | 「GROOVY」                          | MEG（#5除く）、デイヴ・リアン（#5） | 中田ヤスタカ （#5,#6,#11除く）、デイヴ・リアン（#5）、Hadouken!（#6）、蔦谷好位置（#11） | 4:24 |
| 4. | 「KITTENISH」                       | MEG（#5除く）、デイヴ・リアン（#5） | 中田ヤスタカ （#5,#6,#11除く）、デイヴ・リアン（#5）、Hadouken!（#6）、蔦谷好位置（#11） | 5:14 |
| 5. | 「JUST LIKE THAT」                  | MEG（#5除く）、デイヴ・リアン（#5） | 中田ヤスタカ （#5,#6,#11除く）、デイヴ・リアン（#5）、Hadouken!（#6）、蔦谷好位置（#11） | 3:58 |
| 6. | 「FREAK」                           | MEG（#5除く）、デイヴ・リアン（#5） | 中田ヤスタカ （#5,#6,#11除く）、デイヴ・リアン（#5）、Hadouken!（#6）、蔦谷好位置（#11） | 3:10 |
| 7. | 「PRECIOUS」                        | MEG（#5除く）、デイヴ・リアン（#5） | 中田ヤスタカ （#5,#6,#11除く）、デイヴ・リアン（#5）、Hadouken!（#6）、蔦谷好位置（#11） | 4:31 |
| 8. | 「LOVE LETTER (AJAPAI REMIX 2010)」 | MEG（#5除く）、デイヴ・リアン（#5） | 中田ヤスタカ （#5,#6,#11除く）、デイヴ・リアン（#5）、Hadouken!（#6）、蔦谷好位置（#11） | 4:29 |
| 9. | 「HEART」                           | MEG（#5除く）、デイヴ・リアン（#5） | 中田ヤスタカ （#5,#6,#11除く）、デイヴ・リアン（#5）、Hadouken!（#6）、蔦谷好位置（#11） | 3:43 |
| 10. | 「JOKER」                           | MEG（#5除く）、デイヴ・リアン（#5） | 中田ヤスタカ （#5,#6,#11除く）、デイヴ・リアン（#5）、Hadouken!（#6）、蔦谷好位置（#11） | 4:26 |
| 11. | 「OK」                              | MEG（#5除く）、デイヴ・リアン（#5） | 中田ヤスタカ （#5,#6,#11除く）、デイヴ・リアン（#5）、Hadouken!（#6）、蔦谷好位置（#11） | 4:16 |
| 12. | 「MAGIC」                           | MEG（#5除く）、デイヴ・リアン（#5） | 中田ヤスタカ （#5,#6,#11除く）、デイヴ・リアン（#5）、Hadouken!（#6）、蔦谷好位置（#11） | 4:12 |
| 13. | 「SECRET ADVENTURE」                | MEG（#5除く）、デイヴ・リアン（#5） | 中田ヤスタカ （#5,#6,#11除く）、デイヴ・リアン（#5）、Hadouken!（#6）、蔦谷好位置（#11） | 3:16 |
| 14. | 「MAVERICK」                        | MEG（#5除く）、デイヴ・リアン（#5） | 中田ヤスタカ （#5,#6,#11除く）、デイヴ・リアン（#5）、Hadouken!（#6）、蔦谷好位置（#11） | 4:33 |
| 15. | 「AMAI ZEITAKU」                    | MEG（#5除く）、デイヴ・リアン（#5） | 中田ヤスタカ （#5,#6,#11除く）、デイヴ・リアン（#5）、Hadouken!（#6）、蔦谷好位置（#11） | 6:01 |
| 16. | 「BEAUTIFUL」                       | MEG（#5除く）、デイヴ・リアン（#5） | 中田ヤスタカ （#5,#6,#11除く）、デイヴ・リアン（#5）、Hadouken!（#6）、蔦谷好位置（#11） | 5:54 |
| 17. | 「MIRACLE」                         | MEG（#5除く）、デイヴ・リアン（#5） | 中田ヤスタカ （#5,#6,#11除く）、デイヴ・リアン（#5）、Hadouken!（#6）、蔦谷好位置（#11） | 4:22 |
| 合計時間: | 合計時間:                           | 76:36                               |                                                                                          |      |

| 全作曲: （中田ヤスタカ セルフリミックス: #6, #10, #11, #12, #13; リミックス: #8)。 |                                             |           |                                                                          |            |      |
| #                                                                                  | タイトル                                    | 作詞      | 作曲・編曲                                                               | 編曲       | 時間 |
| 1.                                                                                 | 「IN YOUR EYES（PLAN-B）」                  |           | （中田ヤスタカ セルフリミックス: #6, #10, #11, #12, #13; リミックス: #8) | 渡辺善太郎 | 5:01 |
| 2.                                                                                 | 「LOVE LETTER（PLAN-B）」                   |           | （中田ヤスタカ セルフリミックス: #6, #10, #11, #12, #13; リミックス: #8) | 渡辺善太郎 | 3:44 |
| 3.                                                                                 | 「NATALIE（PLAN-B）」                       |           | （中田ヤスタカ セルフリミックス: #6, #10, #11, #12, #13; リミックス: #8) | 渡辺善太郎 | 5:58 |
| 4.                                                                                 | 「IKENAI KOTO KAI（PLAN-B）」               |           | （中田ヤスタカ セルフリミックス: #6, #10, #11, #12, #13; リミックス: #8) | 渡辺善太郎 | 5:23 |
| 5.                                                                                 | 「YOU（PLAN-B）」                           |           | （中田ヤスタカ セルフリミックス: #6, #10, #11, #12, #13; リミックス: #8) | 渡辺善太郎 | 4:44 |
| 6.                                                                                 | 「PARIS 〈T12X-MIX〉」                      |           | （中田ヤスタカ セルフリミックス: #6, #10, #11, #12, #13; リミックス: #8) |            | 4:03 |
| 7.                                                                                 | 「TOXIC 〈THE LOWBROWS GIMME FIVE REMIX〉」 |           | （中田ヤスタカ セルフリミックス: #6, #10, #11, #12, #13; リミックス: #8) |            | 4:31 |
| 8.                                                                                 | 「FREAK 〈YASUTAKA NAKATA REMIX〉」         |           | （中田ヤスタカ セルフリミックス: #6, #10, #11, #12, #13; リミックス: #8) |            | 4:41 |
| 9.                                                                                 | 「GIRLY STEP 〈CLAZZIQUAI PROJECT REMIX〉」 |           | （中田ヤスタカ セルフリミックス: #6, #10, #11, #12, #13; リミックス: #8) |            | 4:43 |
| 10.                                                                                | 「MAGIC 〈NEMESIS MIX〉」                   |           | （中田ヤスタカ セルフリミックス: #6, #10, #11, #12, #13; リミックス: #8) |            | 4:25 |
| 11.                                                                                | 「SECRET ADVENTURE 〈SL REMIX〉」           |           | （中田ヤスタカ セルフリミックス: #6, #10, #11, #12, #13; リミックス: #8) |            | 3:42 |
| 12.                                                                                | 「PRECIOUS 〈END OF SUMMER MIX〉」          |           | （中田ヤスタカ セルフリミックス: #6, #10, #11, #12, #13; リミックス: #8) |            | 3:52 |
| 13.                                                                                | 「PRISM BOY 〈EXTENDED MIX〉」              |           | （中田ヤスタカ セルフリミックス: #6, #10, #11, #12, #13; リミックス: #8) |            | 8:41 |
| 合計時間:                                                                          | 合計時間:                                   | 合計時間: | 63:28                                                                    |            |      |

### DVD
| #  | タイトル                                                      | 作詞 | 作曲・編曲 |
| -- | ------------------------------------------------------------- | ---- | ---------- |
| 1. | 「PARIS -MUSIC AND MOVIE-」                                   |      |            |
| 2. | 「SECRET ADVENTURE -GAME MUSIC VIDEO-」                       |      |            |
| 3. | 「CELTIC KOTO -FRAPBOIS 2010-11 A/W COLLECTION IMAGE MOVIE-」 |      |            |